# Memecylon dasyanthum
Memecylon dasyanthum är en tvåhjärtbladig växtart som beskrevs av Ernest Friedrich Gilg, Lederm. och Adolf Engler. Memecylon dasyanthum ingår i släktet Memecylon och familjen Melastomataceae. IUCN kategoriserar arten globalt som sårbar. Inga underarter finns listade i Catalogue of Life.